# Robert von Goetze

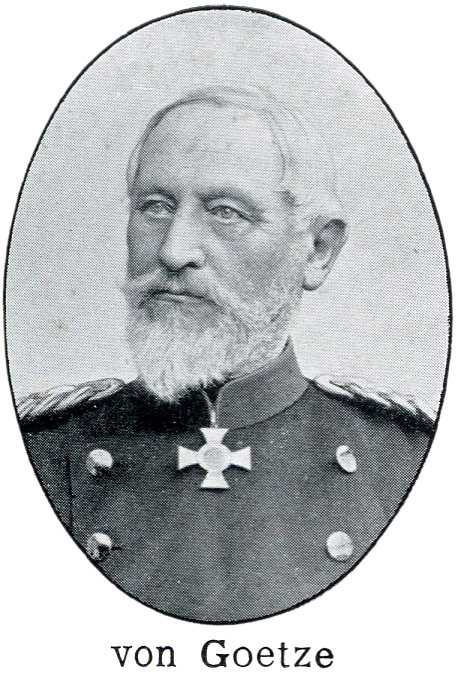
Robert von Goetze

Max Robert von Goetze (* 30. Dezember 1829 in Nakel; † 17. November 1904 in Hannover) war ein preußischer General der Infanterie.

## Leben

### Herkunft
Er war der Sohn des späteren preußischen Generalmajors Adolf von Goetze (1800–1897) und dessen Ehefrau Emilie, geborene Netzer (1803–1888).

### Militärkarriere
Goetze besuchte die Bürgerschule in Paderborn sowie die Kadettenanstalten in Bensberg und Berlin. Am 1. April 1848 wurde er als charakterisierter Portepeefähnrich dem 40. Infanterie-Regiment der Preußischen Armee in Mainz überwiesen. Dort erhielt Goetze am 15. Dezember 1848 das Patent zu seinem Dienstgrad und avancierte bis Mitte September 1861 zum Hauptmann. Als solcher wurde er am 4. Oktober 1861 zum Kompaniechef ernannt. Während des Krieges gegen Österreich führte Goetze 1866 das Ersatzbataillon des Regiments und kam nach dem Friedensschluss am 30. Oktober 1866 in das neuformierte Infanterie-Regiment Nr. 88 nach Hersfeld. Als Chef der 12. Kompanie nahm er 1870/71 während des Krieges gegen Frankreich an den Schlachten bei Weißenburg, Wörth und Sedan, der Belagerung von Paris sowie der Beschießung von Pfalzburg teil.
Ausgezeichnet mit beiden Klassen des Eisernen Kreuzes folgte nach dem Vorfrieden von Versailles Ende März 1871 seine Beförderung zum Major. Am 9. März 1872 wurde Goetze zum Kommandeur des I. Bataillons im 2. Großherzoglich Hessischen Infanterie-Regiment (Großherzog) Nr. 116 in Gießen ernannt und in dieser Eigenschaft am 20. September 1876 zum Oberstleutnant befördert. Vom 2. August 1877 bis zum 21. März 1881 fungierte er als Kommandeur des Rheinischen Jäger-Bataillons Nr. 8 in Zabern. Anschließend beauftragte man ihn mit Wirkung zum 1. April 1881 mit der Führung des neu aufgestellten Infanterie-Regiments Nr. 130 in Trier. Am 14. Mai wurde Goetze zum Regimentskommandeur ernannt und am 16. September 1881 zum Oberst befördert. Daran schloss sich ab 4. Dezember 1886 eine Verwendung als Generalmajor und Kommandeur der 60. Infanterie-Brigade in Metz an. Unter Beförderung zum Generalleutnant erhielt Goetze am 17. Juni 1889 das Kommando über die 33. Division in Straßburg sowie ab 13. November 1890 über die 21. Division in Frankfurt am Main. In dieser Stellung verlieh ihm Wilhelm II. am 19. September 1891 den Kronenorden I. Klasse. Am 3. Juni 1893 erfolgte seine Ernennung zum Kommandierenden General des VII. Armee-Korps in Münster und am 27. Januar 1894, dem Geburtstag des Kaisers, die Beförderung zum General der Infanterie. In Würdigung seiner langjährigen Verdienste erhielt Goetze am 17. Januar 1897 das Großkreuz des Roten Adlerordens und anlässlich seines 50-jährigen Dienstjubiläums ernannte ihn Wilhelm II. am 1. April 1898 zum Chef des Infanterie-Regiments Nr. 130. Drei Tage später wurde er unter Belassung in dieser Stellung auf sein Gesuch hin mit der gesetzlichen Pension zur Disposition gestellt.

### Familie
Goetze hatte sich am 26. November 1859 in Berlin mit Antonie von Lobenthal (1837–1879) verheiratet. Sie war die Tochter des preußischen Oberstleutnant Karl Friedrich von Lobenthal (Sohn von Karl Friedrich Ludwig von Lobenthal). Aus der Ehe gingen fünf Kinder hervor:
- Maximilian (1861–1915), preußischer Oberstleutnant beim Deutschen Alpenkorps während des Ersten Weltkriegs ⚭ Elisabeth Rückert (* 1868)
- Walther (1864–1945), deutscher Generalmajor, Kommandeur der Marine-Infanterie-Brigade im Ersten Weltkrieg[2]

⚭ 1898 Else Gronen (1876–1902)
⚭ 1911 Dorothea von Kummer (* 1873), Witwe des Wilhelm von Loga († 1908)
- Elisabeth (* 1867) ⚭ Otto von Diepenbroick-Grüter (1860–1940), deutscher Generalleutnant[3]
- Franz (* 1872), preußischer Major ⚭ Antonie von Neree (* 1879)
- Hedwig (* 1875) ⚭ Friedrich von Krane (1859–1929), deutscher Generalleutnant